# آلبانی در المپیک تابستانی ۲۰۱۶
آلبانی از ۵ تا ۲۱ اوت ۲۰۱۶ در بازی‌های المپیک تابستانی ۲۰۱۶ در ریو دو ژانیرو در برزیل به رقابت پرداختند. از کمیته ملی المپیک آلبانی، در مجموع شش ورزشکاران به بازی در هر جنسیتی که رقابت در سه ورزشی (دو و میدانی، شنا و وزنه‌برداری) فرستاده شد.